# Liesbeth Sebrechts
Liesbeth Sebrechts (18 mei 1984) is een Belgische voormalige atlete, die gespecialiseerd was in het hoogspringen. Zij veroverde één Belgische titel.

## Biografie
Sebrechts werd in 2004 Belgisch indoorkampioene hoogspringen. Ze was aangesloten bij Olse Merksem Atletiek.
In 2012 stopte Sebrechts met atletiek.

## Belgische kampioenschappen
Indoor
| Onderdeel    | Jaar |
| ------------ | ---- |
| hoogspringen | 2004 |

## Persoonlijk record
Outdoor
| Onderdeel    | Prestatie | Datum           | Plaats  |
| ------------ | --------- | --------------- | ------- |
| hoogspringen | 1,74 m    | 5 augustus 2007 | Brussel |

Outdoor
| Onderdeel    | Prestatie | Datum            | Plaats |
| ------------ | --------- | ---------------- | ------ |
| hoogspringen | 1,71 m    | 22 februari 2004 | Gent   |

## Palmares
hoogspringen
- 2002:  BK indoor AC – 1,68 m
- 2002:  BK AC – 1,68 m
- 2003:  BK AC – 1,68 m
- 2004:  BK indoor AC – 1,71 m
- 2006:  BK indoor AC – 1,71 m
- 2007:  BK indoor AC – 1,60 m
- 2007:  BK AC – 1,74 m
- 2009:  BK indoor AC – 1,68 m